# 消化道出血
消化道出血（gastrointestinal bleeding/hemorrhage，GIB）是口腔至直腸之間任何部位的消化道出血，分为上消化道出血和下消化道出血两大类，两者以十二指腸懸肌为界。
當短時間內上消化道大量出血時，可能導致的症狀包含嘔血、吐黑血、便血，或黑便；短时间下消化道大量出血，则可能症状只有便血。長期的小量出血可能導致缺鐵性貧血，而造成疲倦或心絞痛。其他症狀則包含腹痛、呼吸困難，或昏厥。有時候小量出血並不會有任何症狀產生。
胃及十二指腸潰瘍、或者肝硬化和肝癌容易合併的食道靜脈曲張，也都可能成為導致上消化道出血的原因。而下消化道出血的原因，則通常是痔瘡、癌症及炎症性腸病造成的。過去病史、理學檢查和血液檢查，都可以幫助診斷腸胃道出血。少量的出血可以透過糞便潛血反應來判斷，而內視鏡則可以定位上消化道和下消化道的出血區域。在不清楚病情的情況下，醫學影像也是一項非常有用的工具。
初步的治療主要關注在復甦急救上如靜脈注射與輸血，通常要血紅蛋白量以低於70-80g/L以下才會採取輸血急救。在某些案例中會使用氫離子幫浦阻斷劑、等體制素與抗生素。如果其他方法都無效，則可能可以推測為食道靜脈屈張，並以食道狹窄氣球擴張術治療。一旦發現有消化道出血的狀況發生，建議在24小時內進行上消化道內視鏡以及大腸鏡照影，並進行治療。
上消化道出血比下消化道出血要常見。上消化道出血每年每十萬人約發生50到150次。下消化道出血則是每年每十萬人約發生20到30次。在美國，消化道出血造成每年30萬次住院人次。消化道出血致死率為 5% 到30% 之間。消化道出血的風險在男性較高，也隨著年紀而上升。

## 上消化道出血
從口腔、食道、胃到十二指腸，其中任一器官發生病變而導致出血，稱為上消化道出血，俗稱胃出血。
上消化道出血常見的原因包括：消化性潰瘍、糜爛性胃炎、食道或胃靜脈瘤、食道胃接合處黏膜撕裂、全身性疾病、和其他。

## 下消化道出血
十二指腸以下到直腸部分的出血稱為下消化道出血。
下消化道出血常見的原因包括：痔瘡、結腸炎、出血性直腸潰瘍、大腸癌、良性息肉、感染性腸炎、憩室炎、血管異常增生、和其他。

## 外部連結
- 上消化道出血原因及治療 （页面存档备份，存于）
- 腸胃道出血衛教
- 消化道出血 （页面存档备份，存于）